# Franz Barwig el viejo
Franz Barwig el viejo, fue un escultor masón austriaco, nacido el 19 de abril de 1868 en Neutitschein, Moravia (actual República Checa) y fallecido el 16 de mayo de 1931 en Viena , a los 63 años. 

## Obras

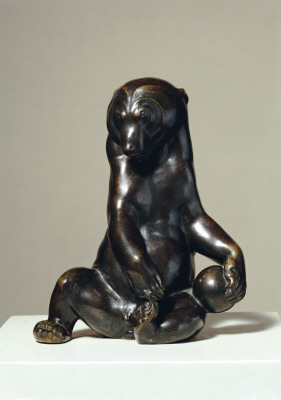
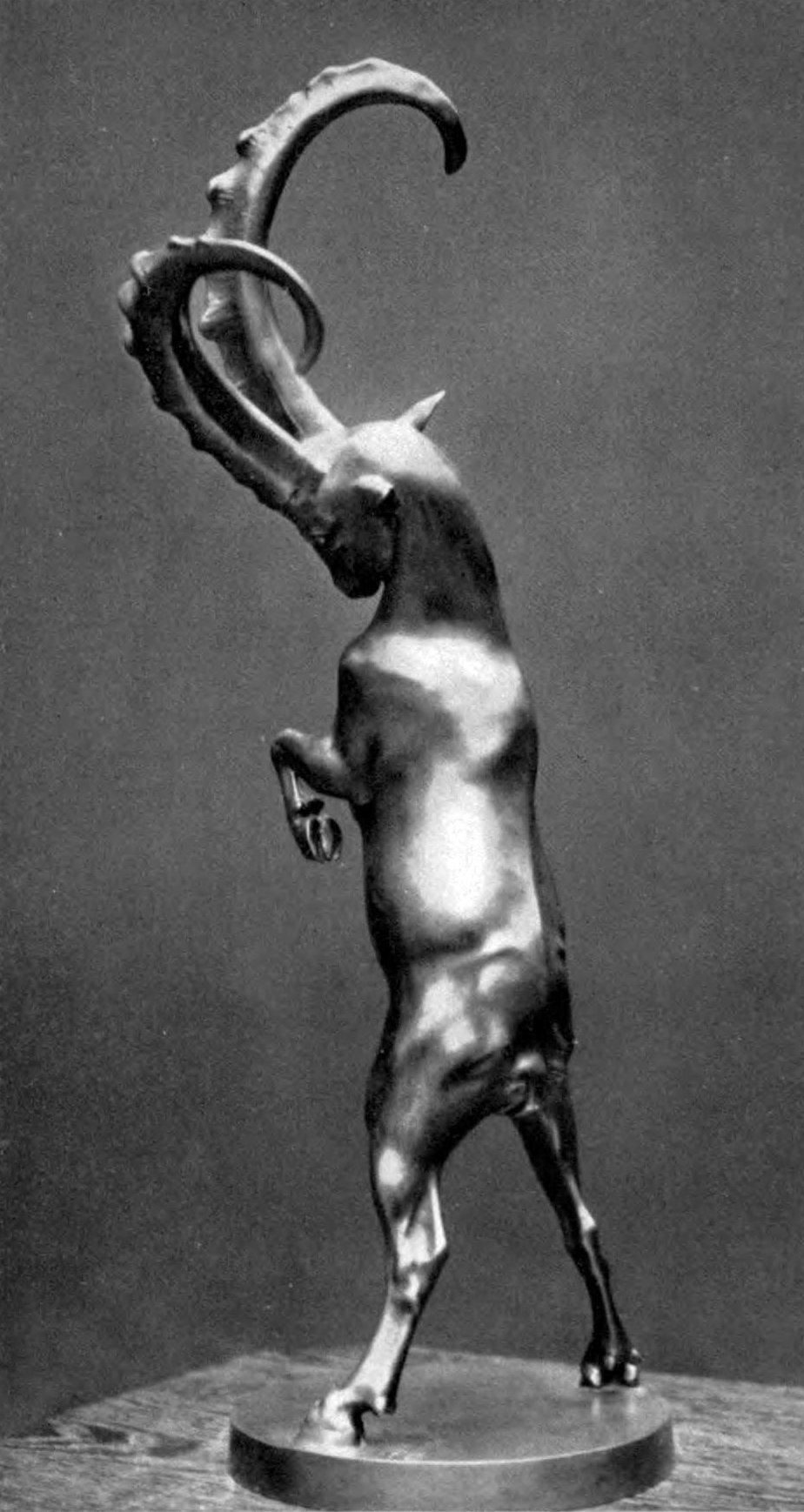
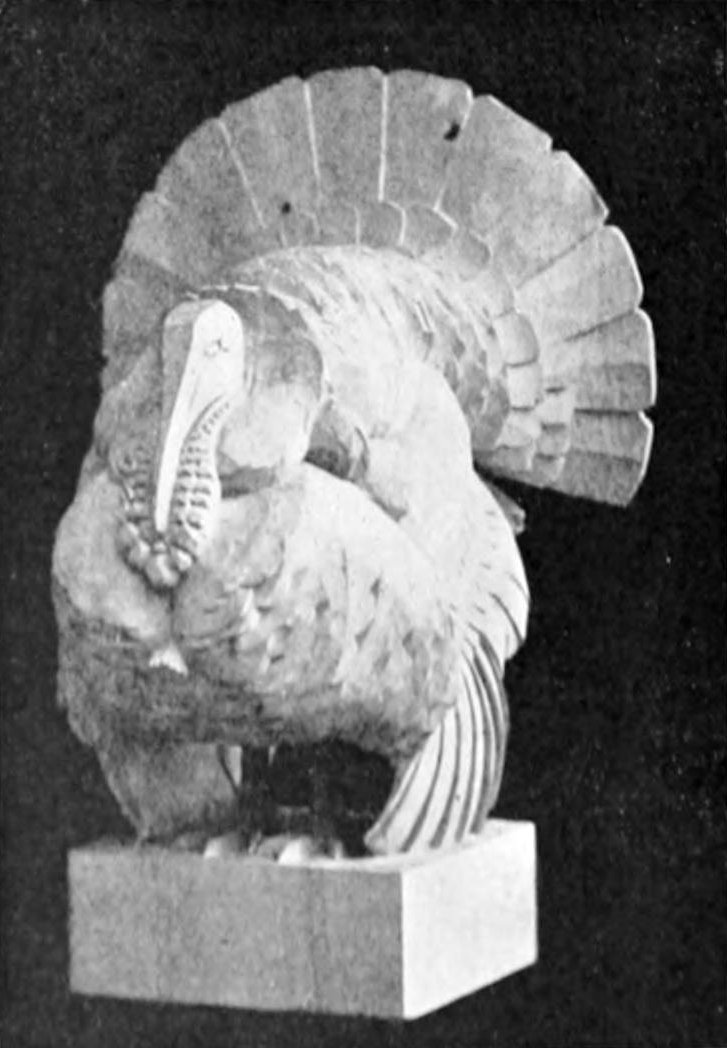
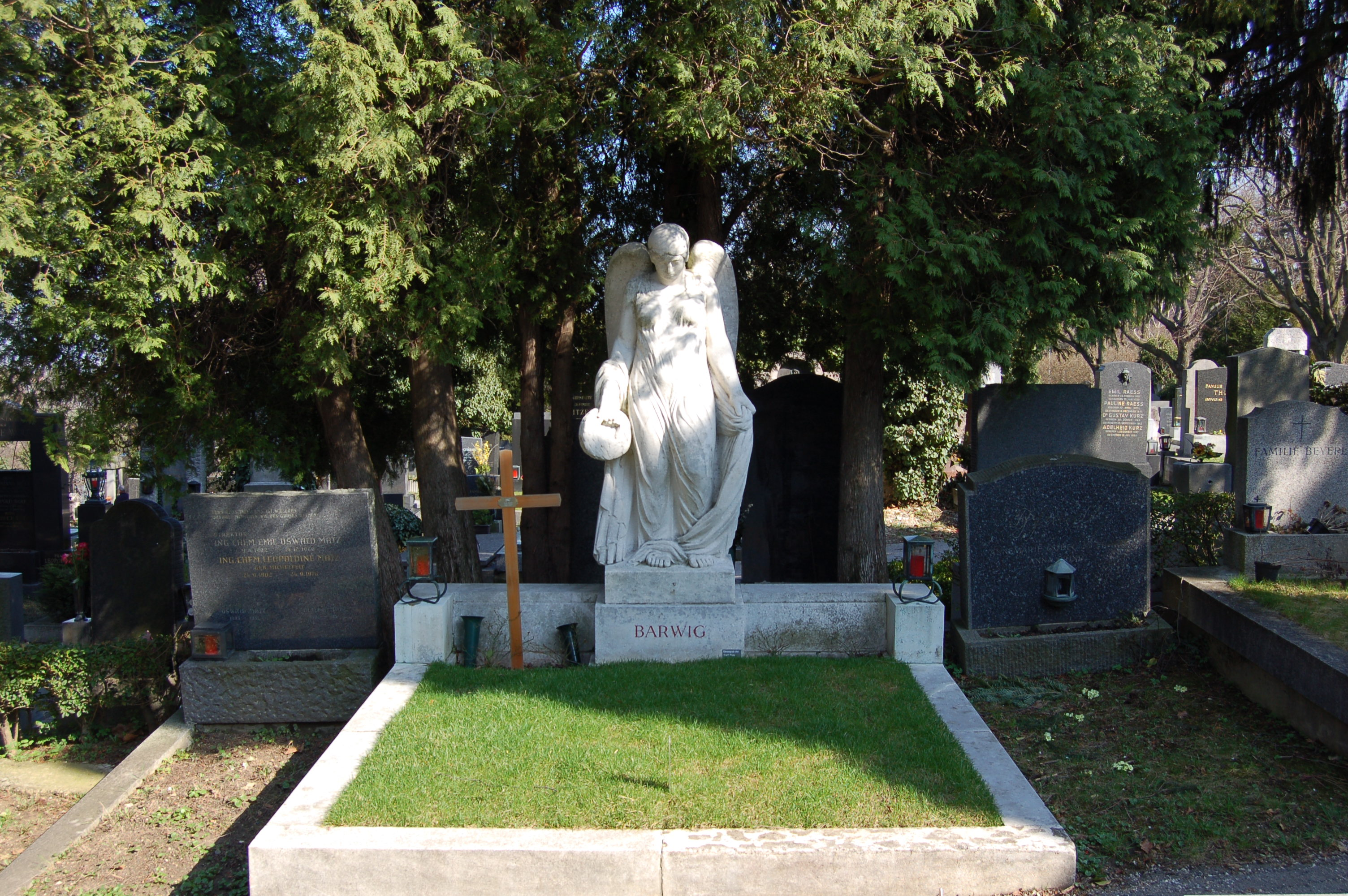
Tumba de Franz Barwig